# Georges Malkine
Georges Alexandre Malkine (* 10. Oktober 1898 in Paris; † 22. März 1970 ebenda) war ein französischer Künstler und Schauspieler, der mit der surrealistischen Bewegung verbunden war.

## Leben

### Malkine in der surrealistischen Bewegung

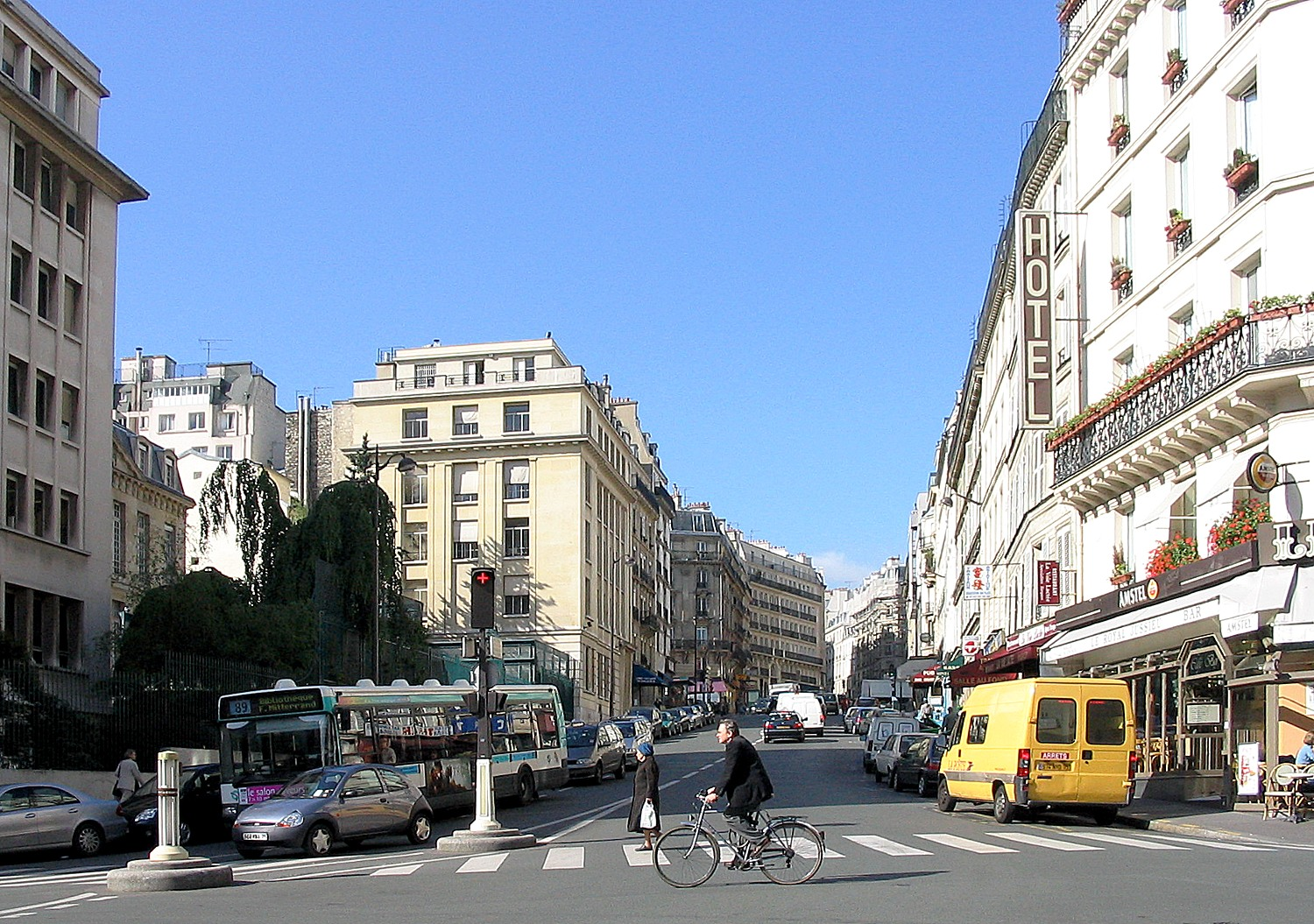
Die Rue du Cardinal Lemoine, in der Malkine aufwuchs

Georges Malkine wuchs in der Rue du Cardinal Lemoine im 5. Arrondissement auf; sein Vater Jacques Malkine war Russe und stammte aus Odessa. Der Geiger war 1893 nach Paris gekommen. Georges Mutter Ingeborg Magnus kam aus Kopenhagen nach Paris, um ihr Geigenspiel zu vervollkommnen und Konzertmusikerin zu werden. Nach ihrer Hochzeit 1898 nahmen sie die französische Staatsbürgerschaft an.  Georges Malkine besucht nach der Primarschule das Lycée Janson-de-Sailly, dann das Lycée Condorcet. Bei seinem Vater hatte er Geigenunterricht, bevor er zum Piano wechselte. Während seine Eltern auf Konzerttourneen waren, lebte er bei seiner Tante Gerda, einer Pianistin, in Boulogne-sur-Mer. Im Ersten Weltkrieg wurde er 1917 eingezogen und war an der Front in den Ardennen, wo er Anfang 1918 verwundet wurde. Im Pariser Lazarett Val-de-Grâce lernte er Guillaume Apollinaire und 1919 den jungen Claude-André Puget kennen.
Nach dem Tod der Mutter 1919 an den Folgen einer Tuberkulose-Erkrankung reiste Malkine nach Afrika; nach seiner Rückkehr nach Paris schlug sich Malkine, der bereits im Alter von fünfzehn Jahren zu malen begonnen hatte, mit Gelegenheitsarbeiten durch, nacheinander als Geiger, Fabrikarbeiter, Soldat, Fotograf, Krawattenverkäufer, Bankangestellter, Korrektor, Schauspieler, Monteur von Jahrmarktskarussellen und Taucher.

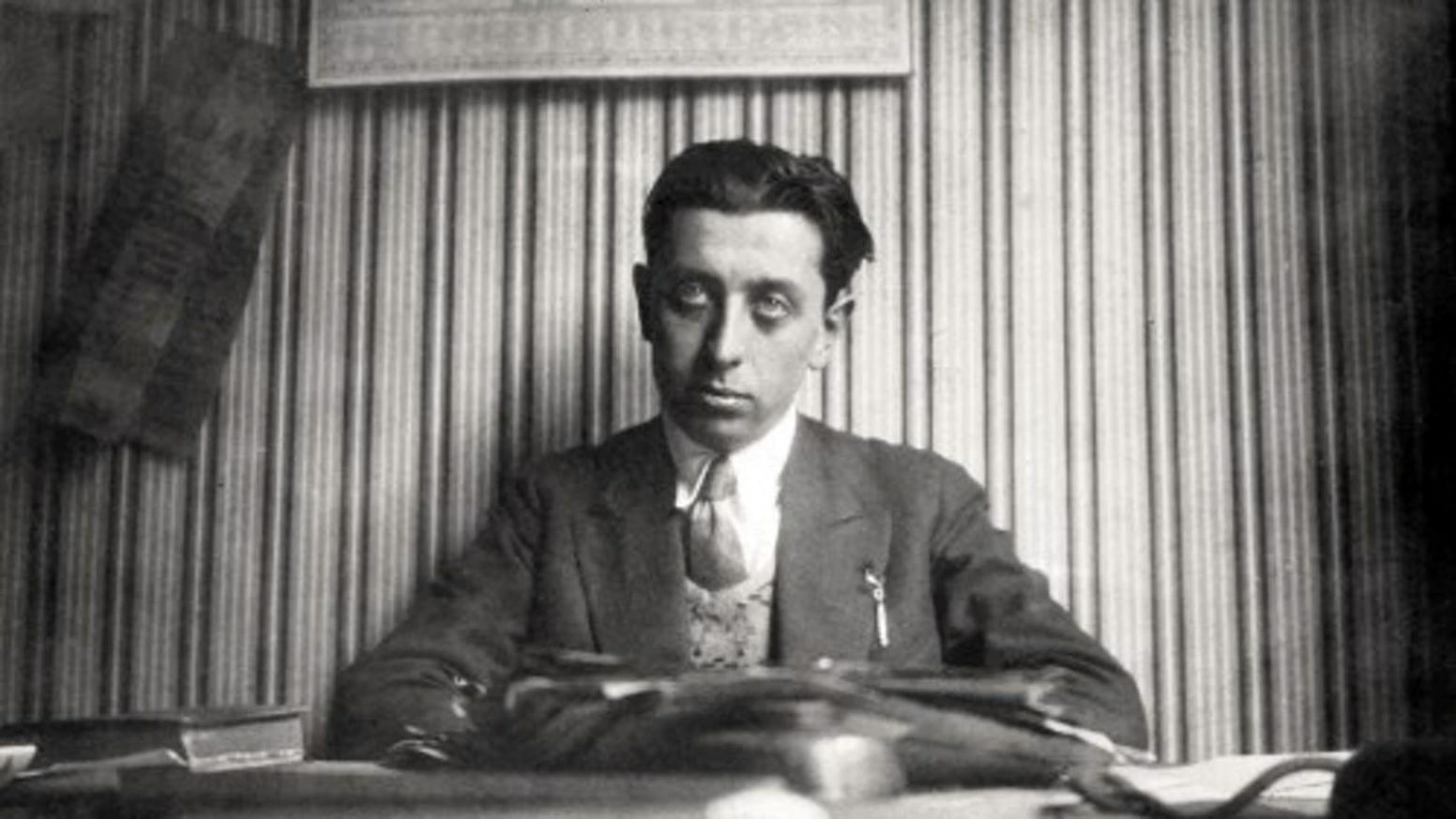
Malkines Freund Robert Desnos (1924)

1921 beschloss er, sich ernsthaft mit Malerei zu beschäftigen und vernichtete all seine zuvor realisierten Arbeiten. 1922 lernte er Robert Desnos kennen, mit dem ihn lange Jahre eine tiefe Freundschaft verbund; durch Desnos lernte er schließlich Louis Aragon, André Breton und Paul Éluard kennen, mit denen er sich mit den Ideen des Dadaismus beschäftigte. 1923 fand er bei einem städtischen Betrieb in Nizza Beschäftigung und blieb mit Desnos in intensivem brieflichem Kontakt. 1924 begann sich Malkine vermehrt in der surrealistischen Bewegung zu engagieren; er war der erste Maler, der Texte automatique für die erste Ausgabe der Zeitschrift La Révolution Surréaliste schrieb, die im Dezember 1924 erschien. Auf Anfrage von André Breton schuf er das Logo für das Blatt. Von Nizza aus schrieb er 1925 einen zweiten Text für die Nummer 4 der La Révolution Surréaliste. In diesem Jahr traf er Francis Picabia in Cannes, später in Paris, lernte Jacques Prévert, Marcel Duhamel und Yves Tanguy kennen; in Nizza traf er auf André Breton und dessen Frau Simone, außerdem André Masson, Georges Neveux und Max Morise. Im November stellte er auf Anregung von Robert Desnos erstmals seine Zeichnungen bei einer Ausstellung der Surrealisten in der Galerie Pierre in Paris aus.
Mitte der 1920er Jahre gehörte er zu der Gruppe von Künstlern (wie Joan Miró) in der 45 Rue Blomet in Paris, wo er sich mit Robert Desnos ein Atelier teilte, nachdem er 1926 wieder in Paris lebte. Er lernte in dieser Zeit die Schauspielerin Caridad de Laberdesque kennen, die 1930 in Luis Buñuels Das goldene Zeitalter mitwirkte. Nachdem er zunächst ein langes Gedicht von Desnos, The Night of Loveless Nights illustriert hatte, entstanden die Gemälde Die Liebesnacht (1926, La Nuit de l'amour) und Die Ekstase, die in La Révolution Surréaliste erschienen, wie auch seine Arbeiten La Vallée de Chevreuse, L'Espoir und Sénégal; sein Gemälde Magie Blanche wurde von Louis Aragon erworben. Außerdem schrieb Malkine einen Artikel für Paris-Soir mit dem Titel La peinture d'exploration, in dem er seine künstlerische Konzeption erklärt.
Im Januar 1927 widmete ihm die Galerie Surréaliste eine erfolgreiche Ausstellung; seine Bilder wurden von Breton, Aragon, Charles-François Baron, Jacques Doucet und Nancy Cunard erworben. Eine weitere Ausstellung fand 1928 in der Galerie Au Sacre du Printemps statt. Die Spannungen in der Gruppe der Surrealisten führten zum Ausscheiden von Desnos, Prévert, Raymond Queneau und Masson.  Malkine selbst entschied sich für eine Reise nach Tahiti, wo er die Amerikanerin Yvette Ledoux kennenlernte, mit der er nach Paris zurückkehrte; das Paar heiratete im Februar 1930. Seine Freundschaft zu Desnos hatte sich abgekühlt; er hatte in dieser Zeit Kontakt zu Antonin Artaud, Georges Neveux und Claude-André Puget. 1930 fotografiert ihn Man Ray, wie er seine Frau küsst; im Hintergrunds des Fotos sieht man Robert Desnos und den Bildhauer André Lasserre. Obwohl Malkine weiterhin Arbeiten verkaufen konnte, hatte sich seine ökonomische Situation verschärft. 1931 gehörte er zu den Unterzeichnern einer Petition mit dem Titel Front Rouge, mit der die Surrealisten Position gegen Louis Aragon bezogen.

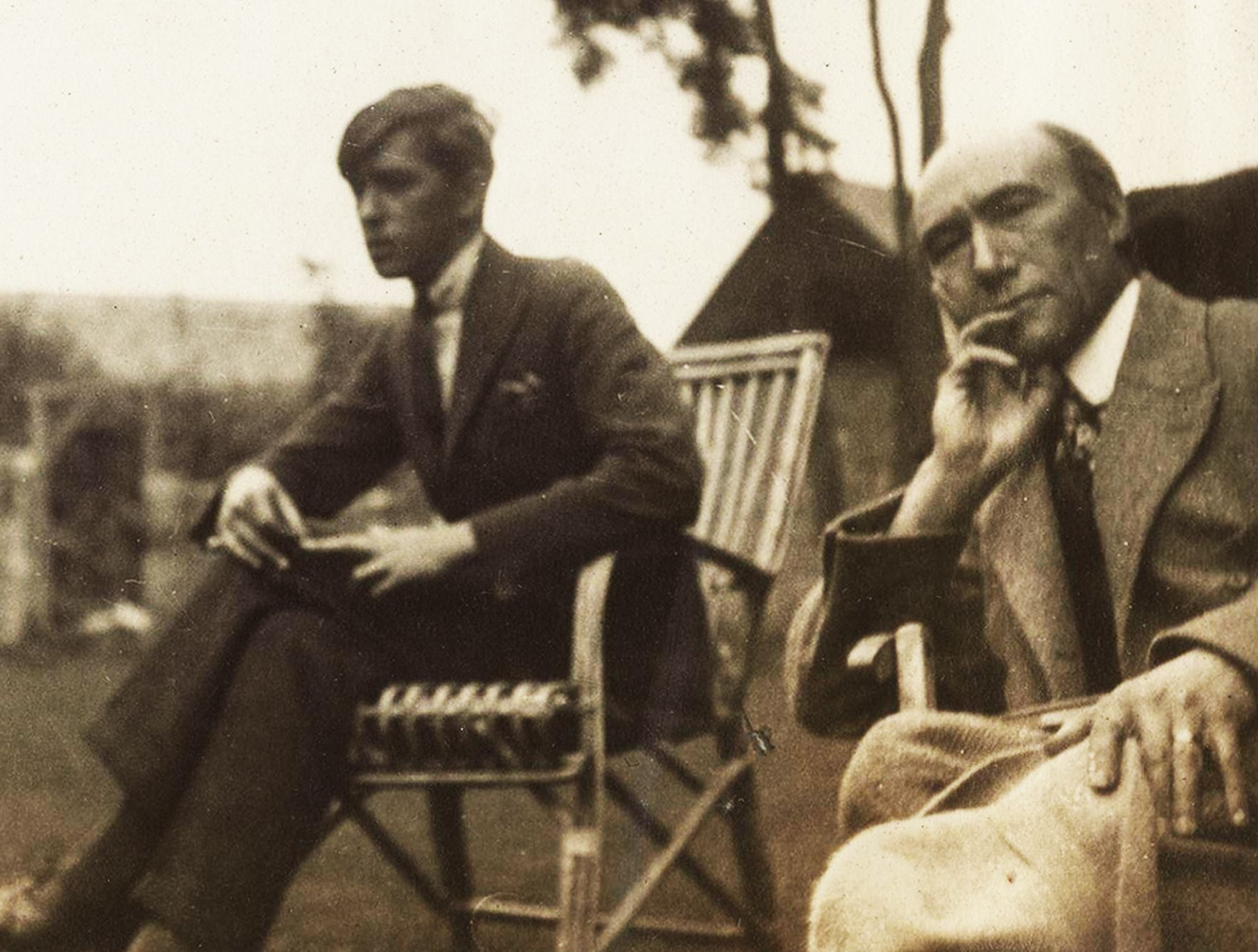
Mit Marc Allégret (links, mit André Gide, 1920) drehte Malkine La Dame de Malacca (1937)

Im Jahr 1932 lernte Malkine den Dichter, Kritiker und Kunsthistoriker Patrick Waldberg (1913–1985) kennen; die Freundschaft hielt bis zu seinem Lebensende an. 1933 hatte er in der Galerie Clausen eine weitere Ausstellung, doch er beendete nun seine Aktivitäten als Maler. An der Seite von Danielle Darrieux, Pierre Blanchar, Michèle Morgan und Jean Gabin wirkte er von 1933 bis 1941 bei Filmen u. a. von Billy Wilder (Mauvaise graine 1934), Christian-Jaque, Marc Allégret, Marcel L’Herbier, Louis Daquin, Georges Lacombe, Jacques Feyder, Jean Grémillon, Leopold Hainisch und Robert Siodmak mit.  1937 hatten Georges und Yvette Malkine den japanischen Künstler Yozo Hamaguchi (1909–2000) kennengelernt, mit dem sie eine Zeitlang auf Haiti lebten; in dieser Zeit verfiel Yvette Malkine der Heroin- und Alkoholsucht. Malkine selbst war 1938, nach seiner Rückkehr nach Paris vom Opium abhängig.
Im September 1939 entging Georges Malkine aus gesundheitlichen Gründen der Mobilisierung zur Armee; Yvette entschied sich bei Kriegsausbruch zur Rückkehr zu ihrer Familie nach New York; Georges schlug sich als Dockarbeiter, später als Arbeiter in einer Biskuitfabrik in Marseille er und als Schausteller in Paris durch. Ab 1941 war er in der Résistance aktiv, im Dezember 1943 wurde er von der Gestapo verhaftet, gefoltert und in einem Arbeitslager bei Berlin interniert.

### Die Nachkriegsjahre
Nach Kriegsende verschlechterte sich Malkines Gesundheitszustand. Er war am Boden zerstört, als er bei seiner Rückkehr nach Paris feststellen muss, dass seine bisherigen Arbeiten und Skizzen vernichtet worden sind; erschüttert wurde er außerdem von dem Tod seines Freundes Robert Desnos im Juni 1945. Im selben Jahr starb auch seine Frau Yvette in New York an Tuberkulose. Ab 1946 betätigte sich Malkine als Gestalter von Buchumschlägen, dann als Lektor. In dieser Zeit hatte er Kontakt mit der Autorin und Anarchistin May Picqueray und deren Tochter Sonia Niel,  mit der er eine Beziehung einging. Er nahm eine kleine Rolle in einem Theaterstück von Roger Vitrac an, an der Seite von Juliette Gréco und Michel de Ré. In dieser Phase  ermutigte ihn seine Freundin Sonia, erneut zu malen. Am 18. März 1948 heirateten sie, nachdem bereits im Februar 1947 die gemeinsame Tochter Monelle zur Welt gekommen war, der Sohn Gilles dann im November 1948.
Ende des Jahres 1948 entschied sich das Paar mit ihren Kindern nach New York City zu ziehen; sie lebten im Stadtteil Brooklyn. Malkine arbeitete als Maler, daneben schrieb er den Roman A bord du Violon de mer, den er bereits im Sommer 1947 in Paris begonnen hatte. Im April 1950 kam das dritte Kind, die Tochter Fern, dann das vierte Kind Shayan im Dezember 1951 zu Welt. Obwohl Malkine nicht voll mit seinen neuen Arbeiten zufrieden war, stellte er 1955 in der Galerie Weingarten in Manhattan aus. 1956 zog Sonia mit den Kindern in ihr Haus in Shady nahe bei Woodstock, das sie bereits 1953 erworben hatten; Sonia lebte fortan in Woodstock, wo sie zu den Mitbegründern des Woodstock Folk Festivals gehörte.
Malkine blieb in New York, um sich ganz auf seine Malerei zu konzentrieren. Es entstanden die Arbeiten Narcissus und Dimanche, die Ende 1960 in Galerien von Woodstock ausgestellt wurden, ohne dass ihnen Erfolg beschieden war. 1962 wurden seine Arbeiten in Paris bei einer Retrospektive de Surrealisten in der Galerie Charpentier gezeigt. 1966 hielt er sich wieder in Paris auf und zeigte eine neue Serie von Bildern. Dort kam es erneut zu Kontakten mit Claude-André Puget, Yozo Hamaguchi, Georges Neveux, Jacques Prévert, André Breton, Louis Aragon, André Masson und Max Ernst; Patrick Waldberg organisierte eine Ausstellung in der Galerie Mona Lisa, die ein großer Verkaufserfolg wurde, wie auch 1967 die Ausstellung im Salon de Mai im Musée d’Art Moderne in Paris, anschließend in der Galerie Laporte in Antibes. Trotz seiner Krankheit setzte Malkine das Malen fort; er lebte zuletzt zurückgezogen in Sceaux, dann in der  Rue Blondel in Paris. 1968 wurden seine Arbeiten in Belgien in einer Gruppenausstellung mit dem Titel Trésors du Surréalisme gezeigt.
1970 erwarb das Musée d’Art Moderne im Centre Pompidou seine Arbeit La Fête; sein Freund Patrick Waldberg veröffentlichte eine Monographie. Georges Malkine starb kurz nach Vollendung seines letzten Bildes La Mer am 22. März 1970 an den Folgen eines Gehirnschlags.
Der älteste Sohn Gilles Malkine ist als Musiker und Komponist tätig, er trat 1969 mit Tim Hardin auf dem Woodstock-Festival auf und arbeitete lange Jahre mit dem Lyriker Mikhail Horowitz; Monelle Malkine-Richmond ist ebenfalls Musikerin. Seine Tochter Fern Malkine-Falvey betätigte sich als Journalistin, Übersetzerin und Korrespondentin für Paris Match; sie schrieb eine Biografie über ihren Vater und beriet das Museum Pavillon des Arts in Paris bei einer Retrospektive dessen Werks.

## Werk
Georges Malkine hinterließ ein Œuvre von annähernd 500 Arbeiten. André Breton meinte über Malkines Werk zu Patrick Waldberg:

« Il a poussé l'individualisme jusqu'a l'impertinence! Mais quel art dans l'expression de l'indicible chaque fois qu'il voulait s'en donner la peine! »

„Er hat den Individualismus bis zur Unverschämtheit getrieben. Aber welche Kunst im Ausdruck des Unaussprechlichen, jedes Mal wenn er sich darum bemühte!“

### Gemälde (Auswahl)
- La Nuit de l'amour, 1926
- Attraction, 1926
- L'Orage, 1926
- Magie Blanche, 1926
- Reve au Long Cours, 1926
- Le Baiser, 1927
- La Femme tatouée, 1929
- Les Plus Beaux Yeux Du Monde Ont Connu Nos Pensees, circa 1929
- Ce que j'ai vu dans cet oeuil, 1931
- Nicole, um 1956
- Kuala Lumpur, um 1958
- Narcissus et Dimanche, 1959
- La Marchande de pomme de terre, ca. 1961
- Tera Tupapau, 1962
- Dimanche soir, 1966
- Demeure d'Automne de Maurice Ravel, 1966
- Demeure de Robert Desnos, 1966
- Demeure d'Andre Breton, 1967
- La Sirene, 1968
- Le Piano de Calais, 1969
- La Mer, 1970

### Ausstellungen (Auswahl)
- 1925: Paris, Galerie Pierre: La peinture surréaliste
- 1926: Paris, Galerie surréaliste.
- 1927: Paris, Galerie surréaliste (Einzelausstellung)
- 1928: Paris, Galerie au Sacre du Printemps: Le surréalisme existe-t-il?
- 1929: Zurich, Kunsthaus: Surrealismus, Ausstellung abstrakte und surrealistische Malerei und Plastik.
- 1933: Paris, Galerie Else Clausen (Einzelausstellung)
- 1947: New York, Museum of Modern Art: Fantastic Art, Dada, Surrealism
- 1955: New York, Weingartner Gallery.
- 1960: Woodstock, Polari Gallery.
- 1962: New York, Long Island University (Einzelausstellung)
- 1963: Woodstock, Rudolf Gallery
- 1964: Paris, Galerie Charpentier: Le surréalisme, sources, histoires, affinités
- 1965: Basel, Kunstmuseum: Aspekte des Surrealismus
- 1966: Paris, Galerie Mona Lisa (Einzelausstellung)
- 1967: Paris, salon de mai.
- 1968: Paris und Havana, Salon de mai; Knokke-Le-Zoute, Belgien, Tresors du surréalisme
- 1969: Paris, Galerie Mona Lisa (Einzelausstellung)
- 1970: Brussels, Galerie Govaerts: Georges Malkine
- 1971: Galerie des Beaux-Arts: Le surréalisme
- 1972 Paris, Galerie Lucie Weil (Einzelausstellung)
- 1972: Musée des Arts décoratifs (Paris): Le surréalisme 1922–1942 München, Haus der Kunst: Der Surrealismus
- 1973: Paris, Galerie de Seine: “Collection fantôme de Phillipe Soupault.”
- 1978: London, Hayward Gallery: “Dada and Surrealism Reviewed.”
- 1982: Woodstock, Kleinert Gallery: Georges Malkine
- 1986: Venedig Biennale: Art and Alchemy
- 2004: Paris, Galerie Les Yeux Fertiles: Georges Malkine
- 1990: New York, Herstand Gallery und Schirn Kunsthalle Frankfurt, Surrealism from Paris to New York
- 1995: Paris, Musée d’art moderne de la Ville de Paris: Passions privées
- 1997: Paris, Pavillon des Arts: Surrealism et l’amour
- 1999: Paris, Pavillon des Arts: Georges Malkine: Le Vagabond du surréalisme
- 1999: Guggenheim Museum, New York: ...Surrealism, Two Private Eyes: the Nesuhi Ertegun and Daniel Filipacchi Collections
- 1989: Mailand, Palazzo Reale: Il Surrealismo; Woodstock, NY, Woodstock Artists Association and Museum; Montreuil, musée de l’Hôtel de Ville: Phillipe Soupault, le voyage magnetique.
- 2014: Woodstock, NY, Woodstock Artists Association and Museum: Georges Malkine: Perfect Surrealist Behavior

### Filmografie
- 1933: L'Ange gardien
- 1934: Mauvaise graine
- 1934: L'Or
- 1934: Liebe, Tod und Teufel
- 1935: Le Diable en bouteille
- 1936: The First Offence
- 1936: Un de la légion
- 1937: La Dame de Malacca
- 1938: La Tragédie impériale
- 1938: S.O.S. Sahara
- 1938: Le Joueur
- 1939: Le Corsaire
- 1939: Geheimnis im Hinterhaus (Derrière la façade)
- 1939: La Tradition de minuit
- 1939: Das Gesetz des Nordens (La Loi du nord)
- 1939: Mädchenhändler (Pièges)
- 1939/41: Schleppkähne (Remorques)
- 1940: Eine kleine Nachtmusik
- 1940: Les Musiciens du ciel

### Publikation
- A Bord Du Violon De Mer. Editions de La Difference, 1977, ISBN 2-7291-0017-2